# Cyril Andrews
Cyril K. F. Andrews (* um 1905; † 20. oder 21. Jahrhundert) war ein kanadischer Badmintonspieler.

## Karriere
Cyril Andrews siegte 1927, 1928, 1929, 1930 und 1932 bei den Ontario Championships. 1928, 1930 und 1931 wurde er auch nationaler kanadischer Meister. Alle Titel gewann  er im Herrendoppel.

## Sportliche Erfolge
| Saison | Veranstaltung                 | Disziplin    | Platz | Name                                |
| ------ | ----------------------------- | ------------ | ----- | ----------------------------------- |
| 1927   | Ontario Championships         | Herrendoppel | 1     | Cyril Andrews / G. G. Blackstock    |
| 1928   | Ontario Championships         | Herrendoppel | 1     | Cyril Andrews / G. G. Blackstock    |
| 1928   | Kanada: Einzelmeisterschaften | Herrendoppel | 1     | G. G. Blackstock / C. K. F. Andrews |
| 1929   | Ontario Championships         | Herrendoppel | 1     | Cyril Andrews / G. G. Blackstock    |
| 1930   | Ontario Championships         | Herrendoppel | 1     | Cyril Andrews / G. G. Blackstock    |
| 1930   | Kanada: Einzelmeisterschaften | Herrendoppel | 1     | G. G. Blackstock / C. K. F. Andrews |
| 1931   | Kanada: Einzelmeisterschaften | Herrendoppel | 1     | G. G. Blackstock / C. K. F. Andrews |
| 1932   | Ontario Championships         | Herrendoppel | 1     | Cyril Andrews / H. A. Henderson     |